# هاسه‌گاوا توهاکو

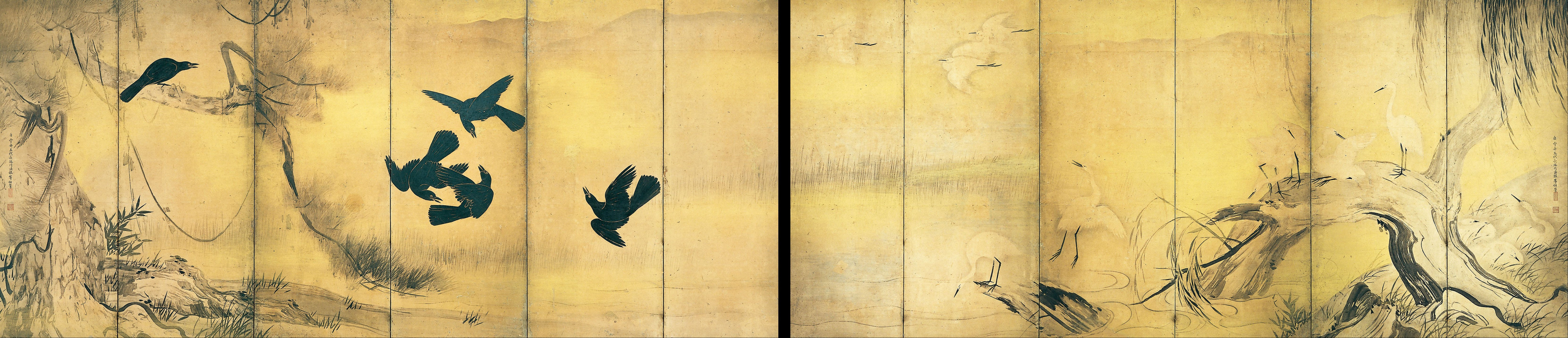
نقاشی با مرکب سیاه، اثر هاسه‌گاوا توهاکُو.

هاسه‌گاوا توهاکُو (به ژاپنی: 長谷川等伯) نقاش برجسته ژاپنی در دوره آزوچی–مومویاما و بنیان‌گذار مکتب توهاکُو در نقاشی سنتی ژاپنی است. هاسه‌گاوا توهاکُو با تغییر غلظت مرکب، پایه‌گذار سبک جدیدی در نقاشی سنتی ژاپنی شد. هرچند  که در اسلوب کهن، آب مرکب ریشه در نقاشی چینی دارد اما در نقاشی ژاپنی به کمال رسید.
درختان کاج، یکی از مهم‌ترین آثار هاسه‌گاوا توهاکو، از جمله آثاری است که در ژاپن به عنوان گنجینه ملی رده‌بندی شده‌است.

## برخی از آثار

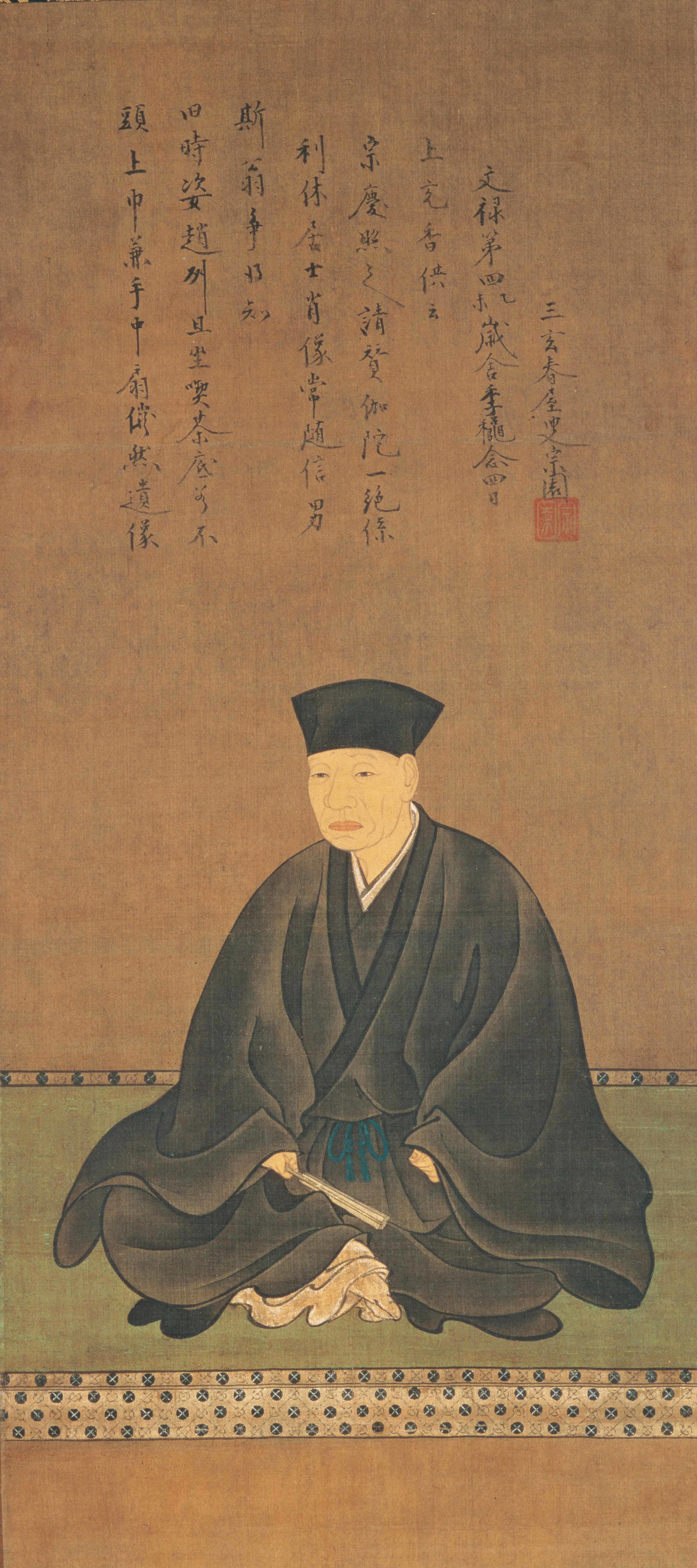
پُرتره سِن‌نو ریکیو
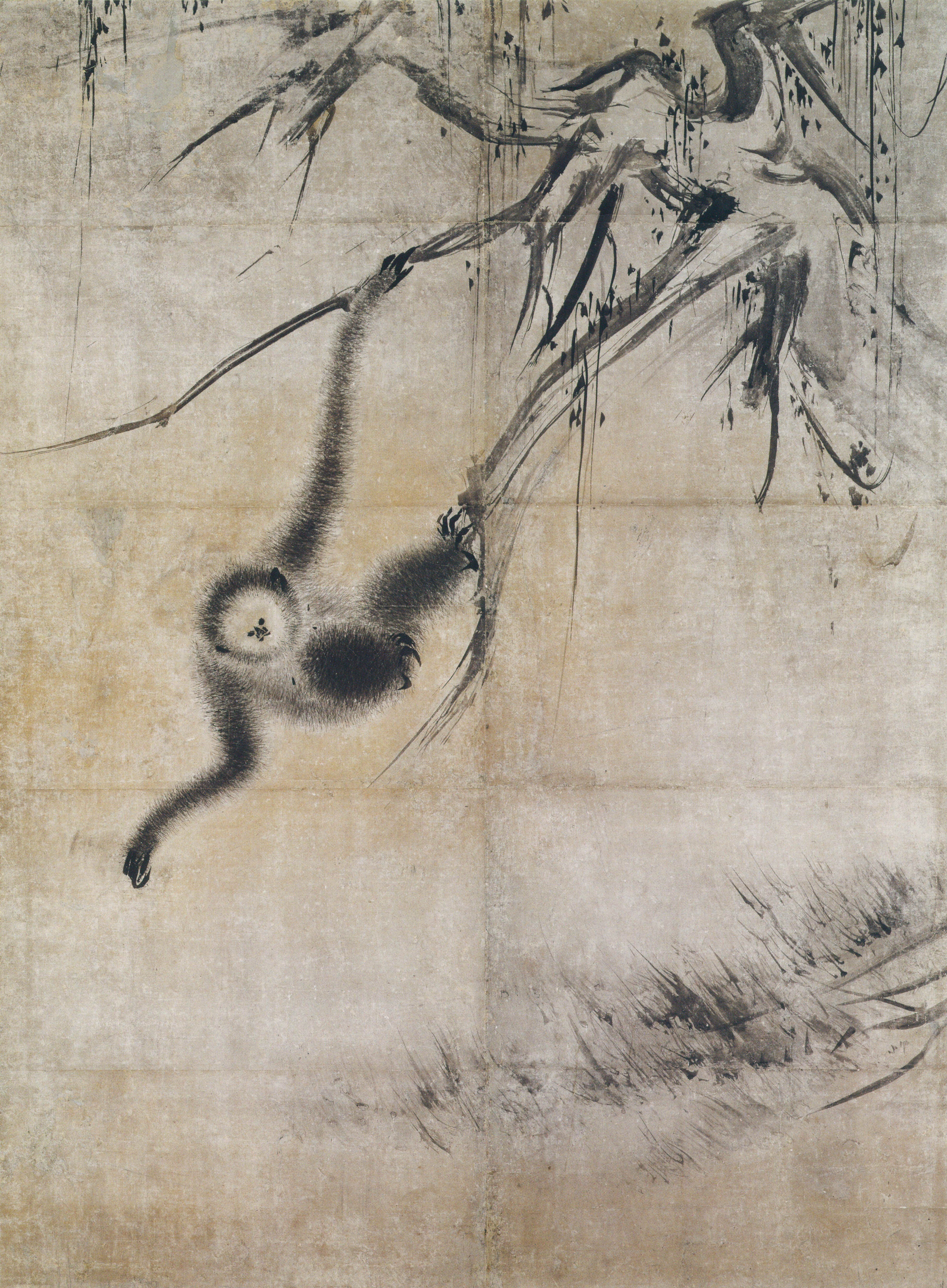
میمون بازیگوش
درختان کاج قطعه اول
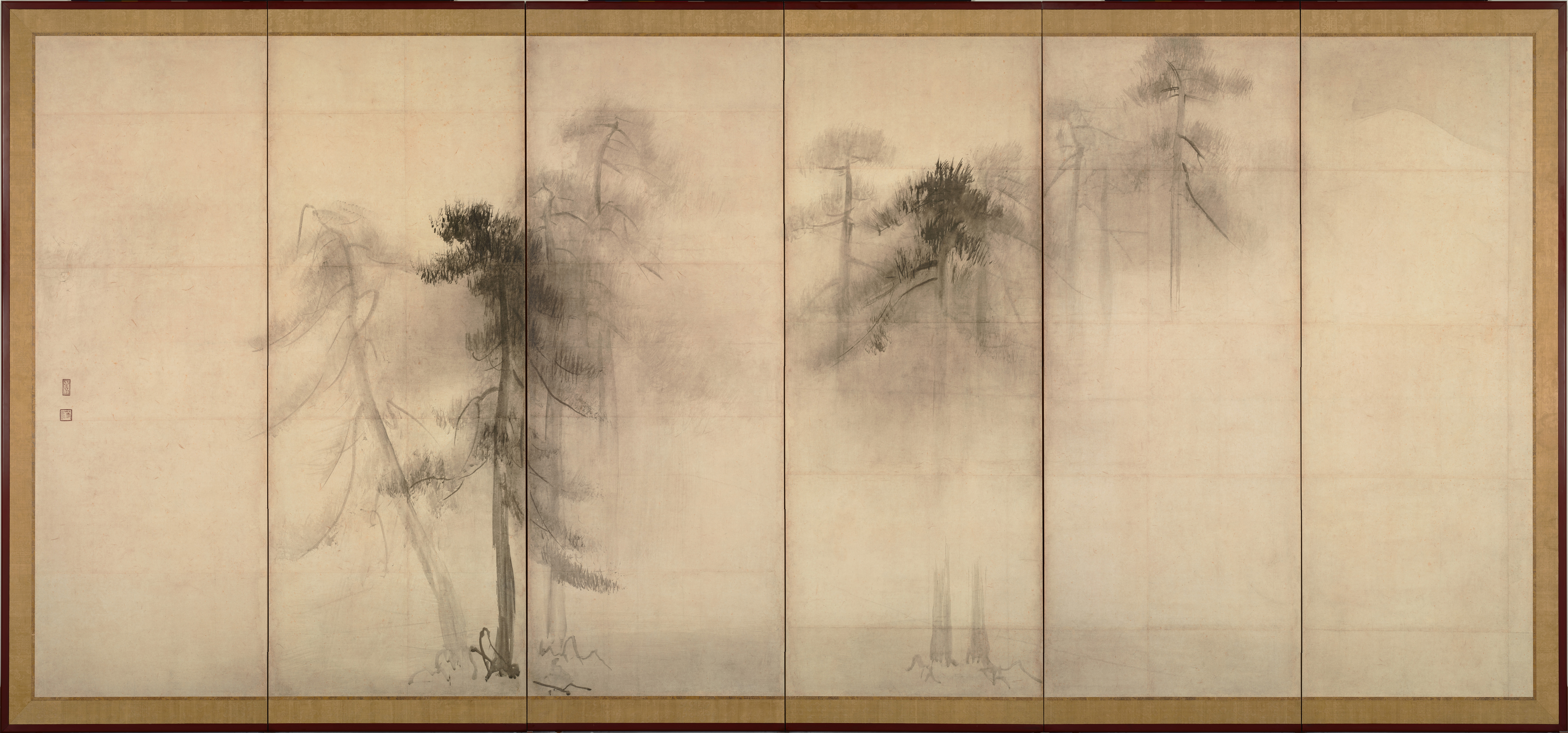
درختان کاج قطعه دوم